# Brigitte Butaeye
Brigitte Butaeye (1960) is een Belgische voormalige atlete, die gespecialiseerd was in het verspringen. Zij veroverde één Belgische titel.

## Biografie
Butaeye werd in 1982 Belgisch kampioene verspringen. Ze was aangesloten bij Olse Merksem AC.

## Belgische kampioenschappen
| Onderdeel   | Jaar |
| ----------- | ---- |
| verspringen | 1982 |

## Persoonlijk record
| Onderdeel   | Prestatie | Datum        | Plaats  |
| ----------- | --------- | ------------ | ------- |
| verspringen | 6,25 m    | 29 juli 1982 | Merksem |

## Palmares
verspringen
- 1982:  BK AC – 6,06 m